# Terry Flaxton
Terry Flaxton (* 1953) ist ein britischer Videokünstler und Filmschaffender.
Flaxton erlangte 1979 den Bachelor. Er ist Videokünstler, macht Installationen, Kinofilme und Fernsehfilme. Bekannte Werke sind Opening Up, Talking Heads, Prisoners (1984), The World Within Us (1988) und The Colour Myths (1990–1995).
Flaxton ist Professor an der University of the West of England, Bristol.
Sein Werk wurde mit zahlreichen Preisen ausgezeichnet. 2014 ist er Mitglied der Royal West of England Academy.